# إريكا تاتيانا كاماتشو
إريكا تاتيانا كاماتشو (بالإسبانية: Erika Tatiana Camacho)‏ هي رياضياتية مكسيكية، ولدت في 3 سبتمبر 1974 في غوادالاخارا في المكسيك.